# ملح الأرض (مسلسل)
ملح الأرض هو مسلسل مصري درامي، أكشن، سياسي، كوميديا سوداء، إنتاج عام 2004، من إخراج خيري بشارة ومن بطولة: محمد صبحي أيضا في التأليف وكتابة السيناريو والحوار ووضع الرؤية التلفزيونية، ويتكون من 30 حلقة، ويدور حول صراع البطل "عامر" من أجل العبور إلى الحرية والوصول إلى الحق ونشر النور إلى المجتمع الذي يعيش فيه.

## طاقم العمل
- محمد صبحى في دور عامر
- عمرو عبد الجليل في دور حاكم
- وفاء عامر في دور سماهر وجواهر
- مها أبو عوف في دور ناريمان
- مجدى صبحى
- عماد رشاد
- حسن عبد الحميد
- محمد لطفى
- حسن مصطفى
- يوسف فوزي
- جيهان قمرى
- باسم السمرة
- هناء الشوربجي
- عبير فاروق